# Norio Kaifu
Norio Kaifu (海部 宣男, Kaifu Norio), né le 21 septembre 1943 à Niigata et mort le 13 avril 2019 à Hachiōji, est un astrophysicien japonais, président de l'Union astronomique internationale de 2012 à 2015.
En 1969, Norio Kaifu devient assistant de recherche à l'Université de Tokyo, où il obtient en 1972 son doctorat en radioastronomie. En 1979, il devient professeur associé à l'Observatoire astronomique de Tokyo, de l'Université de Tokyo, avant de devenir professeur à l'Observatoire astronomique national du Japon (NAOJ) en 1988. En 1997, il devient le directeur fondateur du télescope Subaru, du NAOJ. La même année, il devient l'un des vice-présidents de l'Union astronomique internationale, ce qu'il sera jusqu'en 2003. De 2000 à 2006, il est directeur général du NAPJ. De 2005 à 2011, il est membre du Conseil scientifique du Japon. En 2007, il devient professeur à l'Université ouverte du Japon. De 2012 à 2015, il est président de l'Union astronomique internationale. C'est alors le deuxième Japonais dans l'histoire de l'institution à occuper ce poste, après Yoshihide Kozai entre 1988 et 1991.

## Prix
En 1987, Norio Kaifu reçoit le prix Nishina pour « le développement de l'astronomie millimétrique ». En 1998, il reçoit le prix de l'Académie japonaise des sciences pour la « recherche sur le milieu interstellaire ».